# Sandinister
Sandinisternes Nationale Befrielsesfront, populært bare kaldet Sandinister, er den almindelige betegnelse for medlemmer af Frente Sandinista de Liberación Nacional (FSLN) fra Nicaragua. FSLN var oprindeligt en modstandsorganisation, der kæmpede mod Militærdiktaturet ledet af Somoza-familien, og senere, da kampen mod dette styre var vundet, et egentligt politisk parti. FSLN havde den reelle magt i Nicaragua fra 1979 til 1990, da de tabte valget.

## Historie

### Undergrundsorganisation
FSLN blev formelt organiseret i 1961 som en marxistisk-leninistisk guerillagruppe. Hurtigt fik andre idelogiske tendenser også indflydelse, herunder katolsk befrielsesteologi, liberalt nationalistiske strømninger og socialdemokratisk tankegods. Betegnelsen "sandinister" blev snart efter almindelig om personer med tilknytning til FSLN, og den stammer fra en tidligere oprører, Augusto César Sandino, der var blevet snigmyrdet i 1934 for sin kamp mod USAs militære besættelse af landet.
I begyndelsen havde gruppen ikke meget held med sine aktioner, og den blev næsten udslettet ved en serie angreb fra Nationalgarden i 1963. Gruppen rekonstruerede sig, men igen i 1967 blev gruppen sat tilbage i forbindelse med angreb fra Nationalgarden.
Næste reorganisering af FSLN blev støttet af Cuba, og efterhånden fik gruppen større opbakning fra den fattige landbefolkning, der havde oplevet korruption og brutalitet gennem mange år fra det herskende regime. I forbindelse med et voldsomt jordskælv i julen 1972 blev Nationalgardens rov af størstedelen af den tilsendte internationale hjælp for meget også for grupper, der tidligere havde støttet regimet, og en gruppe på tolv betydelige intelektuelle og forretningsmænd ydede en stor støtte til sandinisterne herefter.
I 1978 blev en redaktør og ledende modstander af regimet myrdet, og dette var startskuddet til det endelige opgør. Sandinisterne organiserede generalstrejke, opstande og guerillaangreb, og efterhånden kunne Nationalgarden trods militær overlegenhed ikke stå for presset. Diktatoren, Somoza, flygtede i 1979, og sandinisterne kunne drage ind i hovedstaden Managua, hvor de blev hyldet som befriere.

### Regering
Som et led i en national genopbygning af landet blev der nedsat en femmandsjunta, der blandt andet omfattede Daniel Ortega, en af sandinisternes ledere gennem mere end ti år, to andre sandinister og to borgerlige politikere.
FSLNs ni-mandstore ledelse blev dog de facto leder af landet, og som nogle af det første resultater kunne man registrere en stor forbedring af skoleniveauet, hvor det lykkedes på bare et halvt år at nedsætte gruppen af analfabeter fra 50% til 12%. FSLN satte endvidere gang i en decentralisering, der omfattede fordeling af fødevarer og senere sørgede for, at der var lokale grupper med ansvar for at holde øje med modstandere (tidligere nationalgardister og kommende contraer).
I 1984 blev det første frie valg afholdt, og Ortega vandt med overvældende majoritet. Valget havde meget stor international bevågenhed, og de mange internationale observatører vurderede, at valget foregik på retfærdig vis, selv om oppositionsgrupper og USA protesterede.
Ret hurtigt efter sandinisternes overtagelse af magten gik CIA på vegne af USA's regering i gang med at organisere modstanden mod det nye marxistiske styre. De støttede med våben og penge og lavede træningslejre for anti-sandinister. Snart begyndte disse, der blev omtalt som kontrarevolutionære eller bare contraer, at udføre guerillaaktioner med udgangspunkt i nabolandene Honduras og Costa Rica, og USA lagde økonomisk pres på Nicaragua med en handelsembargo. I begyndelsen havde det ikke den store betydning for den sandinistisk-ledede regering, men de konstante angreb destabiliserede efterhånden regeringen. I 1987 blev der indgået en fredsaftale mellem contraer og sandinister. Ved valget i 1990 havde sandinisterne efterhånden været presset længe, samtidig med at økonomien fortsat var dårlig, og en koalition af anti-sandinister vandt derfor valget. Sandinisterne gik efterfølgende fra magten uden problemer.

### Opposition
I løbet af oppositionstiden efter 1990 er Daniel Ortega blevet den ubestridte leder af FSLN, men partiet er efterhånden blevet splittet i en række fraktioner. Ved de efterfølgende valg i 1996 og 2001 lykkedes det ikke for Ortega og sandinisterne at vinde. Dette kan blandt andet skyldes, at det er kommet frem, at partiets top, herunder Ortega, udnyttede konfiskerede ejendomme til egen fordel, da de tabte valget i 1990. Partiet blev dog stadig det næststørste ved sidste valg med omkring 42% af stemmerne til såvel parlamentet som til Ortega som præsident.

### Valgsejr 2006
I november 2006 vandt Daniel Ortega årets præsidentvalg med 38% af stemmerne overfor en splittet opposition. På andenpladsen kom to konkurrerende liberal/konservative alliancer: Eduardo Montealegre (ALN) og på tredjepladsen Jose Rizo (PLC). En sandinistisk udbrydergruppe, MRS, kom ind på en svag fjerdeplads.
Som præsident har Ortega ført en tvetydig linje. På den ene side har han udfordret den dominerende internationale orden ved at tilslutte sig den Bolivarianske Revolution, som ledes af Venezuelas præsident Hugo Chavez, har meldt Nicaragua ind i den venezuelansk ledede økonomiske alliance ALBA, har støttet Irans atomenergi-program, har været meget kraftig i sine angreb på nordamerikansk imperialisme og på nogle af de multinationale koncerner, som har stor indflydelse i Nicaragua, især Esso (USA) og UNION FENOSA (Spanien). Han har også indledt adskillige større sociale programmer med støtte fra blandt andet Cuba og Venezuela. 
På den anden side har han fortsat Nicaraguas praktiske samarbejde med USA's militær og dets narkopoliti DEA, har fornyet landets aftale med den Internationale Monetære Fond IMF, har bekræftet Nicaraguas tiltræden af frihandelsaftalen CAFTA med USA, forhandler en lignende aftale med EU, har inviteret mexicanske og taiwanesiske selskaber til at investere i Nicaraguas tekstilindustri, og har afstået fra større kursændringer i den økonomiske politik i forhold til de forrige nyliberale regeringer. 
Indenrigspolitisk er hans mest kontroversielle tiltag en række institutionelle reformer som blandt andet skal sikre præsidenten ret til genvalg og institutionalisere borgernes indflydelse i statens politik. Det sidste skal ske igennem opbygningen af såkaldte Borgermagtsråd på alle niveauer af den offentlige forvaltning. Regeringen fremfører rådene som et eksempel på direkte demokrati. Oppositionen betragter rådene som rene partiorganer og som et totalitært tiltag, der skal undergrave det repræsentative demokrati, hvor FSLN har mindretal.